# Rezervna divizija
Rezervna divizija je divizija, ki ni frontna/bojna formacija, ampak je namenjena popolnevanju ostalih vojaških enot in formacij z zamenjavami; tako so vmesna točka za vračajoče-se ozdravljene vojake kot nove vojake iz šolskih divizij na poti proti boju.
Rezervne divizije po navadi ne sodelujejo v samem boju, razen v primeru izredne ogroženosti.